# Liedebrug (Guangzhou)
De Liedebrug (Chinees: 猎德大桥) is een brug over de Parelrivier in Guangzhou, Guangdong, China. De brug is 4,3 kilometer lang en verbindt het eiland Pazhou in het district Haizhu met het district Tianhe. De langste overspanning bedraagt 219 meter. De brug waarover de Liede Boulevard loopt werd geopend op 31 juli 2009.